# Mill Brook (dopływ Minas Channel)
Mill Brook – strumień (brook) w kanadyjskiej prowincji Nowa Szkocja, w hrabstwie Cumberland, płynący w kierunku południowym i uchodzący do kanału morskiego Minas Channel; nazwa urzędowo zatwierdzona 31 maja 1944.